# 말레이시아인도인회의
말레이시아인도인회의(타밀어: மலேசிய இந்திய காங்கிரஸ்)는 말레이시아의 인도계(특히 타밀계) 정당으로, 현재 집권 연합인 국민전선(BN)의 일원이다. 1957년 독립 후 여권연합인 동맹당(Alliance Party)의 일원으로 활동했으며, 1973년 국민전선으로의 개편을 주도한 일원이었다. 약칭인 MIC는 영어명인 Malaysian Indian Congress의 약자이다.

파티 플래그

파티 엠블럼

제2차 세계대전이 끝날 무렵이었던 1946년 8월 인도를 영국으로부터 독립시키기 위해 창당되었다. 인도가 독립한 후 MIC는 말라야의 독립을 위한 새로운 투쟁을 시작했다. 말레이시아의 개발 시대 전후로 인도인들을 대변하는 역할을 해왔다. 1954년 통일말레이국민조직(UMNO)과 말레이시아화교협회(MCA)와 더불어 동맹당(1973년 국민전선으로 개편되었고, 연정을 확대하였다)에 가입했다. 현재 총재는 팔라니벨 고빈다사미이다.
MIC는 인도인을 대변하는 정당으로 인도인의 큰 지지를 얻었으나, 최근 인도인들의 지지가 야권으로 이탈하면서 지지율이 추락하고 있다. MIC만 따지고 보면, 모든 의회에서 10%의 의석도 채 차지하지 못하는 군소 정당이다.

## 같이 보기
- 말레이시아의 정치
- 말레이시아의 정당